# Aeolus achates
Aeolus achates especie de coleóptero perteneciente a la familia Elateridae. El nombre científico de la especie fue publicado válidamente por primera vez en 1859 por Candèze.